# Montpeyroux (Dordogne)
Montpeyroux ist eine französische Gemeinde mit 502 Einwohnern (Stand 1. Januar 2022) im Département Dordogne in der Region Nouvelle-Aquitaine; sie gehört zum Arrondissement Bergerac und zum Kanton Villefranche-de-Lonchat. 

## Bevölkerungsentwicklung

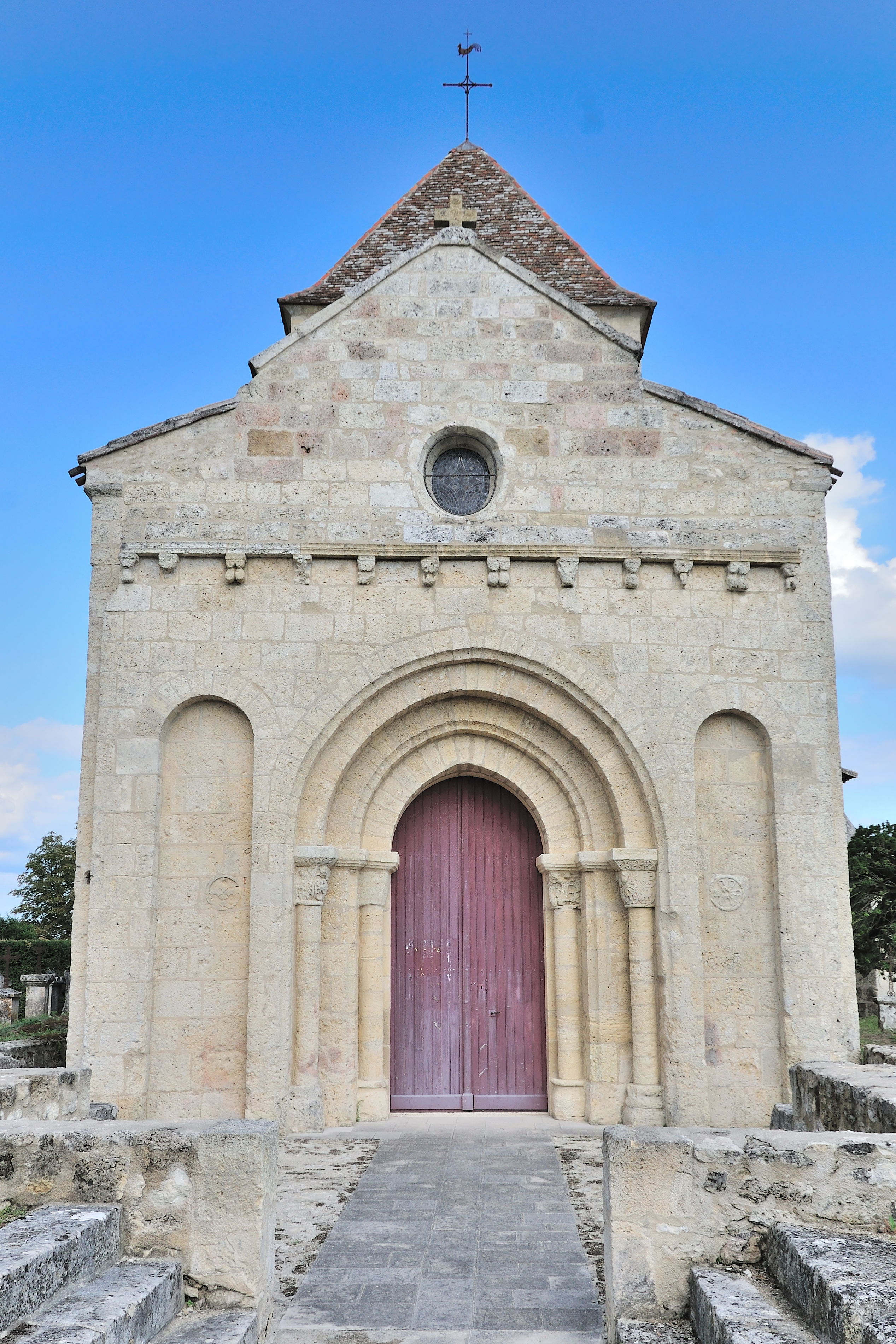
Kirche Saint-Pierre-ès-Liens

| Jahr                       | 1962 | 1968 | 1975 | 1982 | 1990 | 1999 | 2006 | 2017 |
| Einwohner                  | 514  | 452  | 359  | 318  | 338  | 360  | 409  | 442  |
| Quellen: Cassini und INSEE |      |      |      |      |      |      |      |      |